# 臺中市政府文化局
臺中市政府文化局（簡稱臺中市文化局）是中華民國臺中市政府所屬的一級行政機關，專責推動臺中市各項藝術文化工作的行政機關。

## 歷史
- 1976年10月25日，企業家何永創辦的文英基金會所捐建的「臺中市立文化中心」完工，是臺灣第一個文化活動機構。
- 1980年8月，臺中市立文化中心英才路館舍開工。
- 1983年11月12日，英才路館舍完工並正式啟用，定名為「臺中市立文化中心」。（臺中市立文化中心落成啟用後，原雙十路文化中心併為分館，改稱「文英館」。）
- 1987年4月4日，位於北屯區興安路北屯兒童公園內的「兒童館」完工。
- 1989年4月1日，位於北區學士路的中正公園裡「中山堂」完工，觀眾席計有1,658席。
- 2000年1月12日，臺中市立文化中心改制為「臺中市政府文化局」，惟英才路館舍仍繼續使用文化中心舊稱。
- 2000年3月1日，臺中縣文化局成立。
- 2002年7月1日，臺中市政府文化局將文英館登錄為臺中市歷史建築。7月12日，臺中市政府文化局由府內一級單位改為所屬一級機關（府外局），更名為「臺中市文化局」。林輝堂擔任首任局長。
- 2006年8月4日，位於南屯區的「文心森林公園暨圓滿戶外劇場」完工啟用。
- 2008年1月28日，位於西屯區的「台中大都會歌劇院」開工。
- 2010年2月4日，台中文化創意產業園區（今文化部文化資產園區）成立「臺中市文化資產管理中心籌備處」。12月25日，因臺中市縣合併，臺中縣文化局與臺中市文化局合併為「臺中市政府文化局」，並搬遷至臺灣大道市政大樓八樓，葉樹姍擔任首任局長。文化局下轄臺中市立大墩文化中心、臺中市立葫蘆墩文化中心、臺中市立港區藝術中心、 臺中市立屯區藝文中心與臺中市文化資產管理中心等臺中市政府二級機關。
- 2013年1月1日，大墩文化中心、葫蘆墩文化中心、港區藝術中心、屯區藝文中心，由臺中市政府二級機關改為文化局內部單位。
- 2014年2月7日，臺中市文化資產管理中心改組為「臺中市文化資產處」。
- 2015年8月4日，成立「臺中市纖維工藝博物館籌備處」。[1]
- 2016年3月1日，合併各區圖書館[2]與大墩文化中心圖書館、葫蘆墩文化中心圖書館，成立「臺中市立圖書館」。[3]3月16日，成立「臺中市立美術館籌備處」。2018年10月17日，原臺中兒童藝術館改造成立臺中市纖維工藝博物館，成為臺中市第一個公立市級博物館。8月25日，臺中大都會歌劇院全館完工後，正式捐贈給中華民國文化部，由國家表演藝術中心管理並更名為臺中國家歌劇院。
- 2024年3月1日，「臺中市立美術館」行政系統正式運作。

## 歷任首長
臺中市立文化中心主任
| 姓名   | 就職時間   | 卸任時間      |
| ------ | ---------- | ------------- |
| 陳千武 | 1976年     | 1983年        |
| 粘明波 | 1983年     | 1995年        |
| 林輝堂 | 1995年10月 | 2000年1月12日 |

#### 臺中市文化局局長
| 姓名   | 就職時間  | 卸任時間   |
| ------ | --------- | ---------- |
| 林輝堂 | 2000年1月 | 2004年9月  |
| 黃國榮 | 2004年9月 | 2010年12月 |

臺中縣文化局局長
| 姓名   | 就職時間   | 卸任時間   |
| ------ | ---------- | ---------- |
| 洪慶峰 | 2000年3月  | 2003年10月 |
| 陳志聲 | 2003年10月 | 2010年12月 |

臺中市政府文化局局長
| 任次 | 姓名   | 就任時間                       | 備註       |
| ---- | ------ | ------------------------------ | ---------- |
| 1    | 葉樹姍 | 2010年12月25日－2014年12月24日 |            |
| 2    | 王志誠 | 2014年12月25日－2018年12月24日 |            |
| 代理 | 施純福 | 2018年12月25日－2019年1月17日  | 副局長代理 |
| 3    | 張大春 | 2019年1月18日－2021年3月31日   |            |
| 4    | 陳佳君 | 2021年4月1日－現任             |            |

## 組織架構

### 行政單位

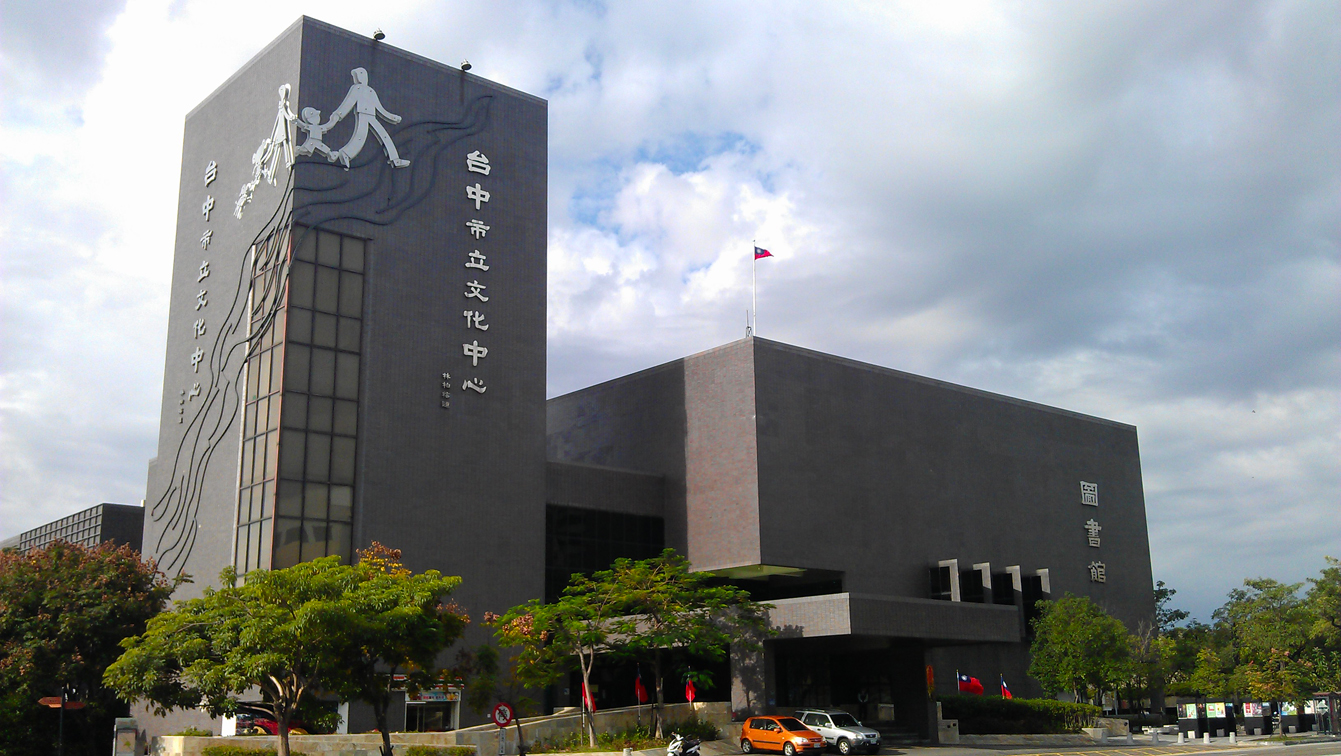
2010年臺中市文化局局址，今大墩文化中心

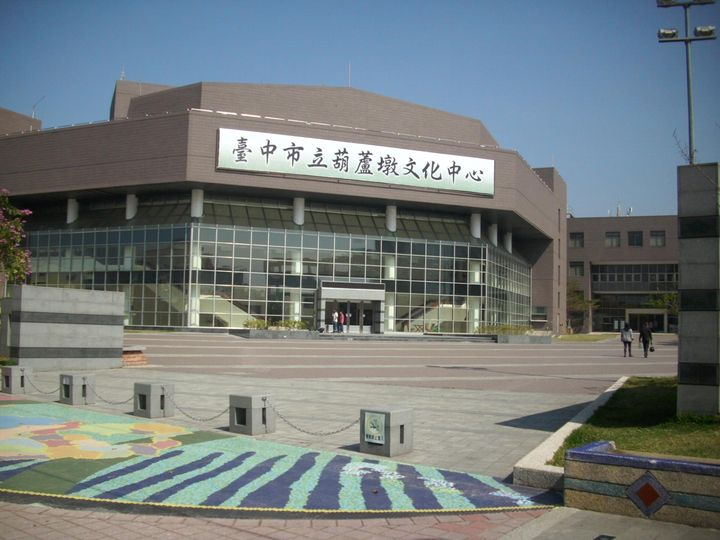
位在豐原的葫蘆墩文化中心

臺中市政府文化局置局長、副局長二名、主任秘書各一名，專門委員二名。
並設以下行政單位：
- 文化資源科
- 文化研究科（含臺中文學館）
- 表演藝術科（含圓滿戶外劇場）
- 視覺藝術科
- 秘書室
- 人事室
- 會計室
- 政風室
- 大墩文化中心：位於西區，負責管理中山堂。縣市合併升格前，原為臺中市文化局局址所在地。
- 葫蘆墩文化中心：位於豐原區。館舍於縣市合併升格前，為臺中縣立文化中心。
- 港區藝術中心：位於清水區。縣市合併升格前，原為臺中縣文化局局址所在地。
- 屯區藝文中心：位於太平區。縣市合併升格前，為臺中縣立屯區藝文中心。
- 纖維工藝展演中心（纖維工藝博物館）：位於大里區，原為兒童藝術館。

### 二級機關
- 臺中市文化資產處
- 臺中市立圖書館
- 臺中市立美術館：辦公處暫時設於文化局，基地位於水湳經貿園區。

## 文化局相關場地

### 直屬管理場地

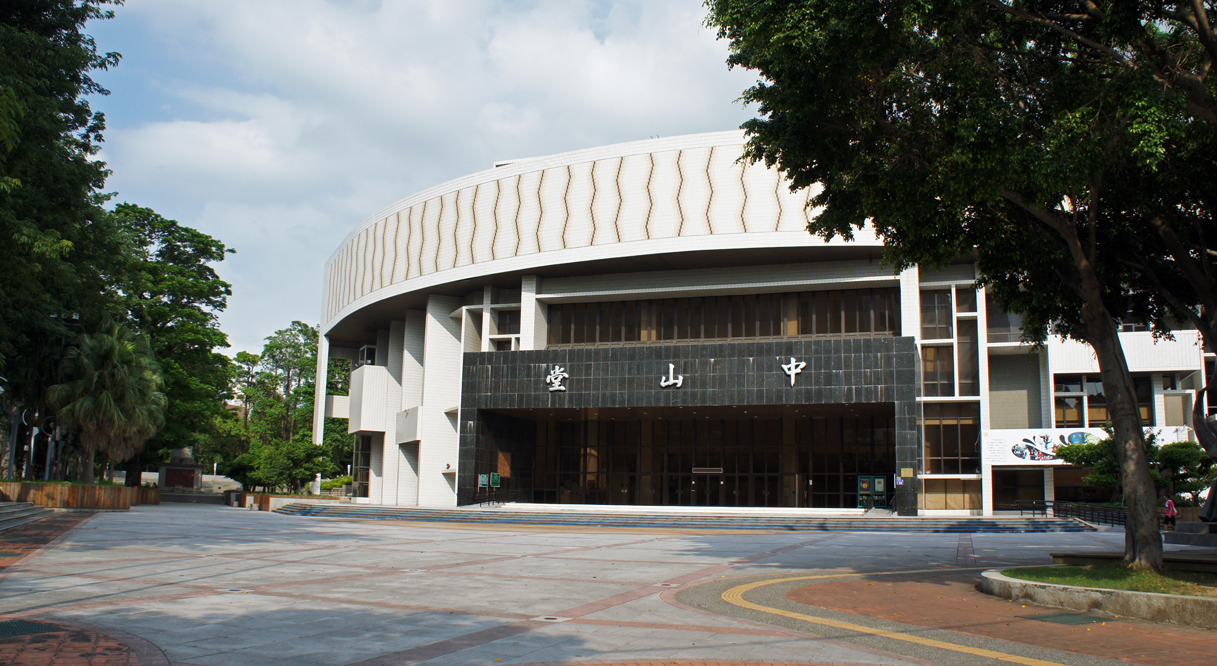
臺中中山堂
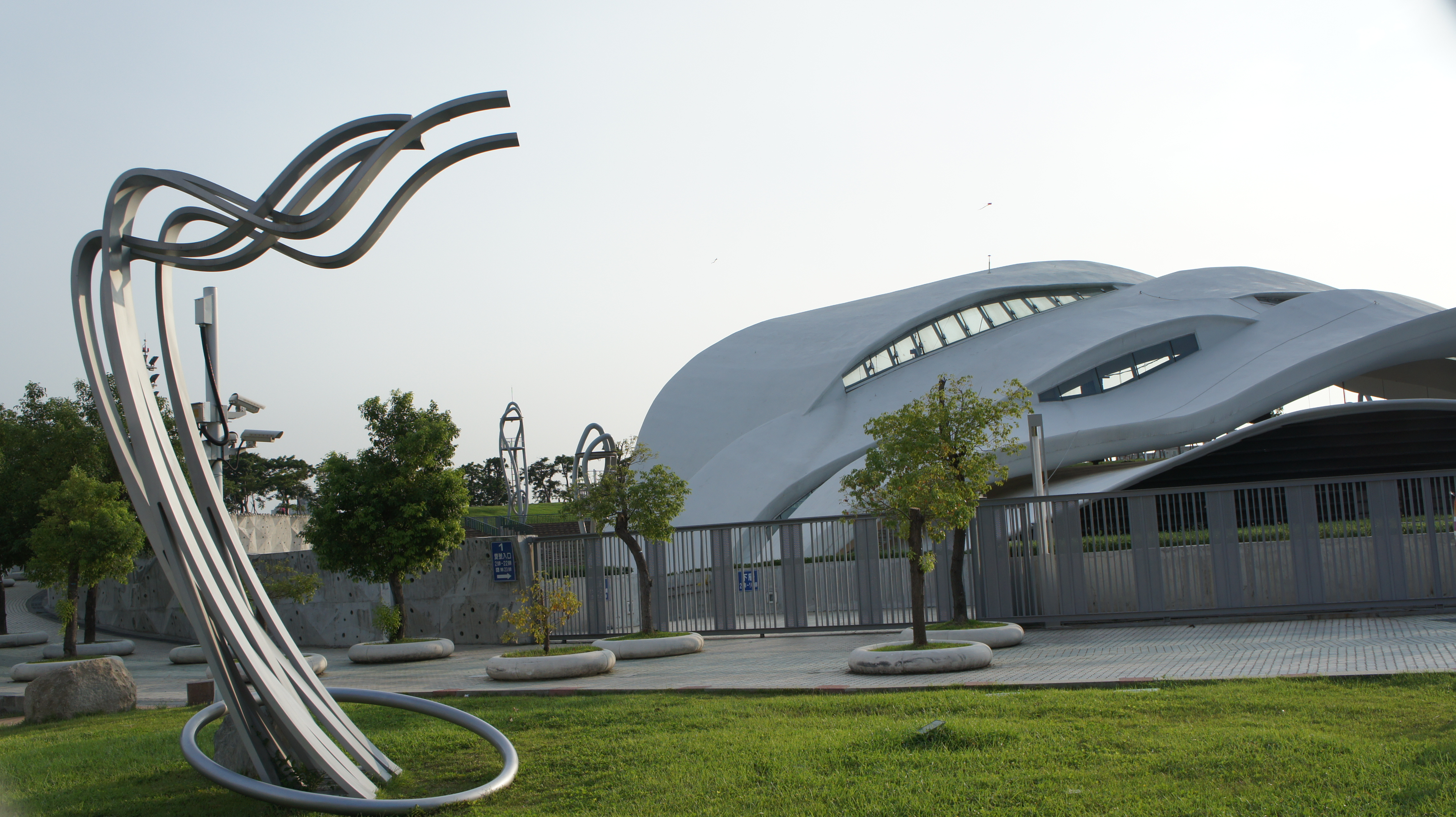
圓滿戶外劇場
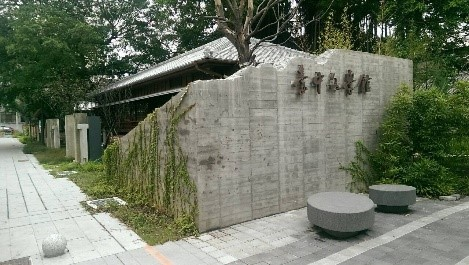
臺中文學館

- 臺中中山堂 （页面存档备份，存于）
- 圓滿戶外劇場 （页面存档备份，存于）
- 臺中文學館（及臺中作家典藏館） （页面存档备份，存于）

### 委外營運場地

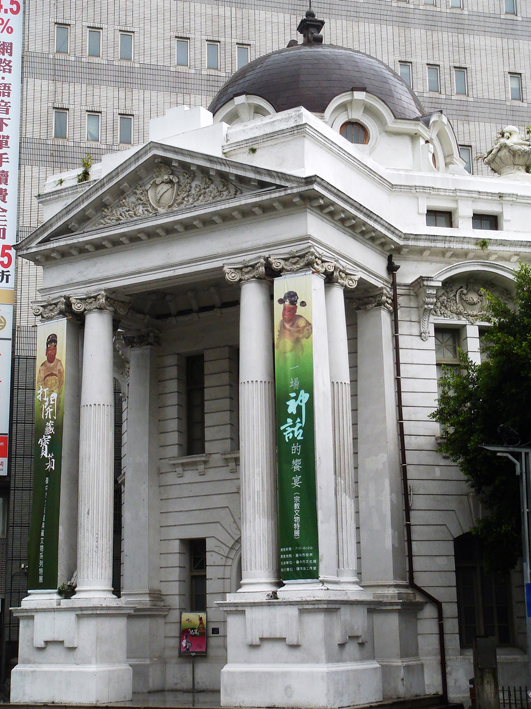
臺中市役所
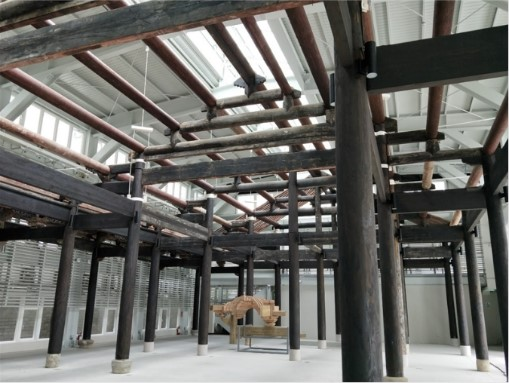
臺灣府儒考棚
臺中刑務所演武場（道禾六藝文化館）
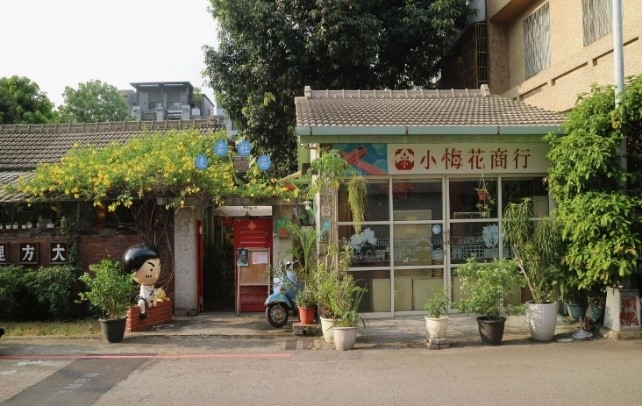
臺中眷村文物館
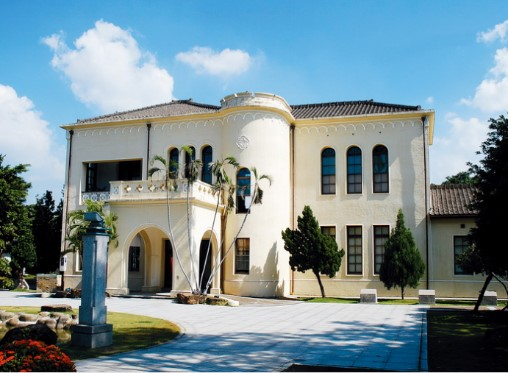
臺中放送局
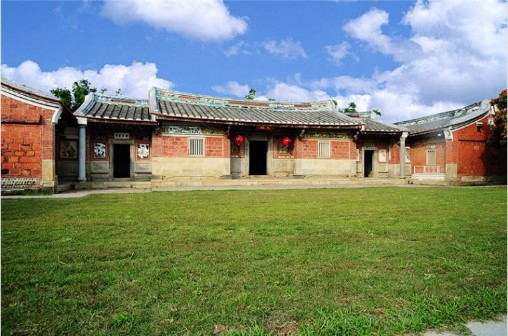
市定古蹟摘星山莊
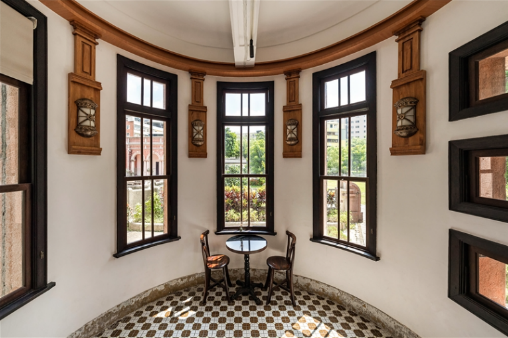
林懋陽故居
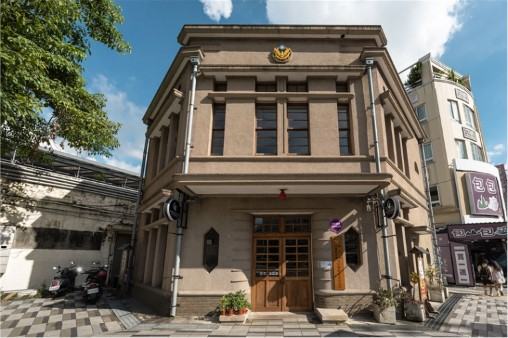
頂街派出所
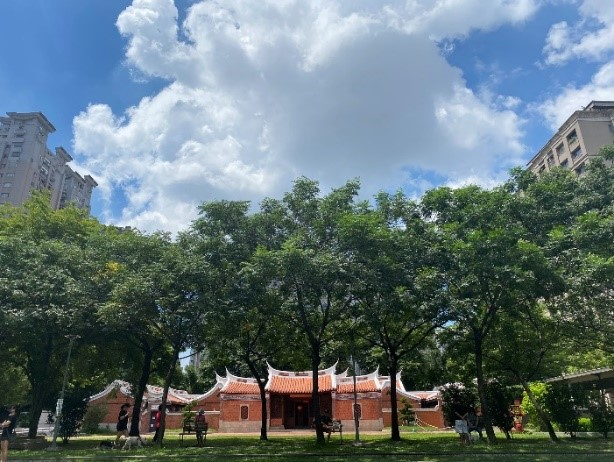
臺灣民俗文物館
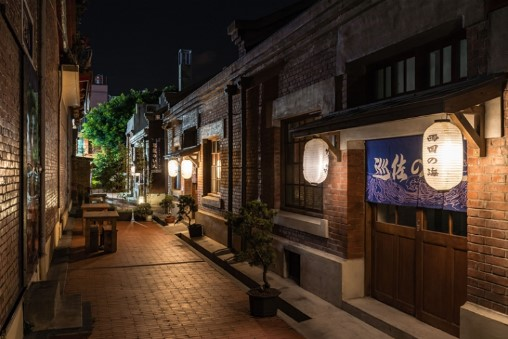
梧棲文化出張所

- 臺中市役所 （页面存档备份，存于）
- 臺中刑務所演武場 （页面存档备份，存于）
- 臺灣民俗文物館 （页面存档备份，存于）
- 臺中市放送局 （页面存档备份，存于）
- 臺中市眷村文物館 （页面存档备份，存于）
- 林懋陽故居 （页面存档备份，存于）

- 摘星山莊 （页面存档备份，存于）
- 頂街派出所 （页面存档备份，存于）
- 臺灣府儒考棚 （页面存档备份，存于）
- 梧棲文化出張所 （页面存档备份，存于）

## 外部連結
- 臺中市政府文化局 （页面存档备份，存于）（繁體中文）（英文）